# Alex Haley
Alexander Murray Palmer Haley (Ithaca, Nueva York, 11 de agosto de 1921-Seattle, Washington, 10 de febrero de 1992) fue un escritor estadounidense de ascendencia afroamericana, irlandesa y cheroqui. Es conocido por Biografía de Malcolm X y Raíces.

## Primeros años
Alex Haley nació en Ithaca, Nueva York, el 11 de agosto de 1921, y fue el mayor de tres hermanos y una hermana. Vivió con su familia en Henning, Tennessee, antes de volver a Ithaca con su familia a los cinco años de edad. Su padre, Simon Haley, fue profesor de agricultura en la Universidad Cornell y veterano condecorado de la Primera Guerra Mundial. En su juventud, Alex Haley siempre hablaba orgulloso de su padre y de los increíbles obstáculos que, por el racismo, tuvo que superar. Alex Haley se inscribió en la Universidad Estatal de Alcorn a los 15. Dos años después regresó con sus padres para informarles que había abandonado la escuela. Simon pensó que Alex necesitaba disciplina y lo convenció para que entrara al ejército a los 18 años. El 24 de mayo de 1939 Alex se alistó y a partir de entonces estaría veinte años en la Guardia Costera de los Estados Unidos.
Trabajó primero como ayudante en el comedor de un barco y luego se convirtió en un suboficial de tercera clase en la tasa de Steward, uno de los pocos rangos disponibles para afroamericanos en esa época. Su número de servicio de Guardia Costera fue 212-548. Durante su servicio en el Teatro de operaciones del Pacífico Haley aprendió el arte de escribir historias. Se dice que durante su alistamiento le pagaban otros marinos para que escribiera cartas de amor a sus novias. Decía que el mayor enemigo al que se enfrentaron él y su tripulación durante los largos viajes en el mar no fueron los japoneses, sino el aburrimiento.

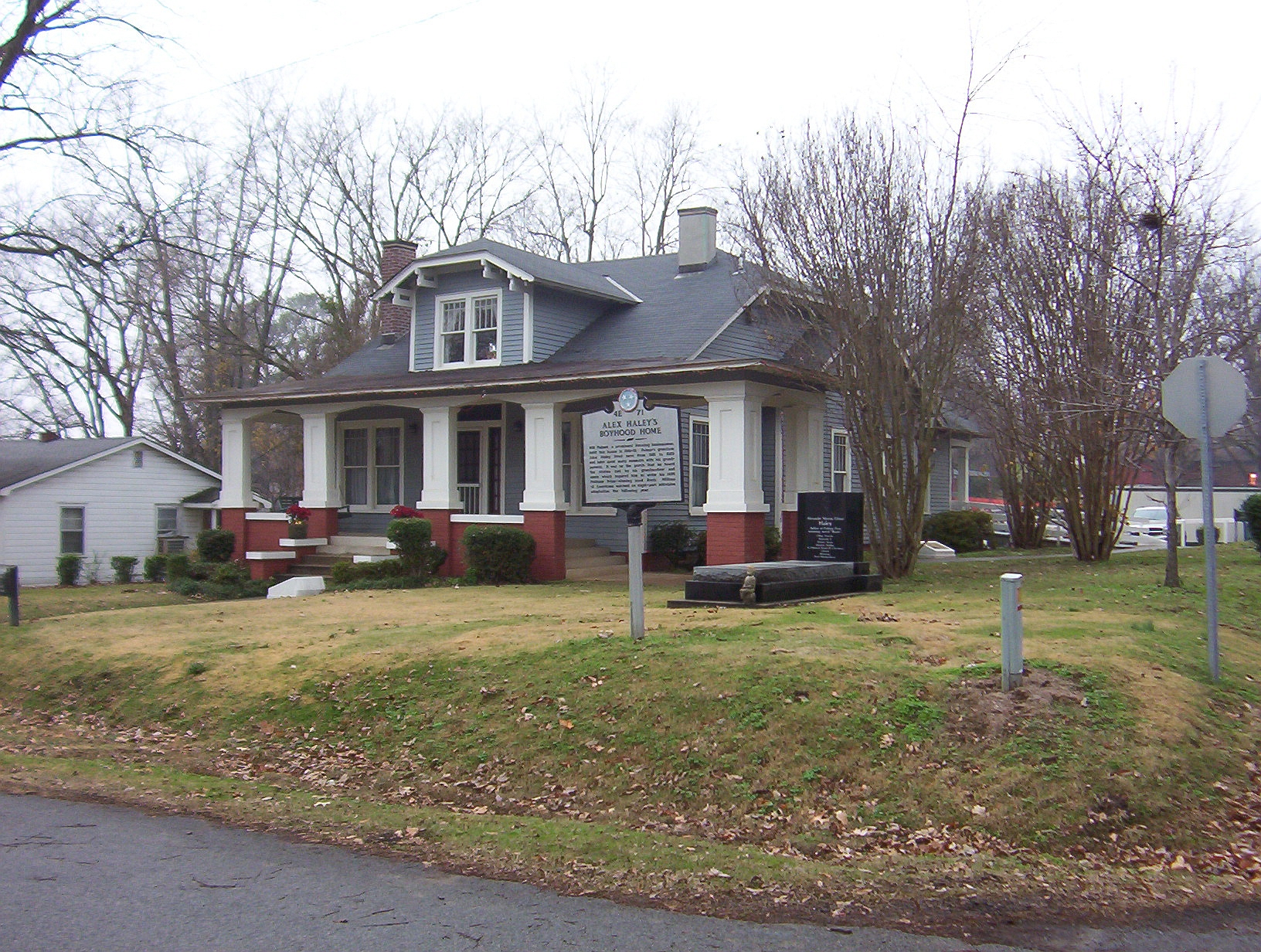
Hogar de Alex Haley durante su infancia en Henning, Tennessee (2007).

Después de la Segunda Guerra Mundial, Haley pudo solicitar su transferencia de la Guardia Costera al periodismo, y para 1949 se había convertido en un suboficial de primera clase en la calificación de periodista. Más tarde avanzó a suboficial y siguió teniendo este grado hasta que se retiró de la Guarda Costera en 1959. Fue el primer Periodista en Jefe de la Guardia Costera, y esa categoría se creó expresamente para él, en reconocimiento a su habilidad literaria.
Entre los premios y decoraciones de la Guardia Costera se encuentran la Medalla por el Servicio en la Defensa Americana (con medalla por batalla), Medalla de la Campaña Americana, Medalla por la Campaña Asiática y el Pacífico, Medalla de la Campaña Europea-Africana-Medio Oriente, Medalla de Victoria Segunda Guerra Mundial, Medalla de buena conducta de la guardia costera (con una de plata y una de bronce), Medalla por Servicio en Corea, Medalla de servicio de la defensa nacional, Medalla de servicio en las Naciones Unidas, y la Medalla de guardacostas expertos en puntería.

## Carrera literaria
Después de su retiro de los Guardacostas de los Estados Unidos, Haley comenzó su carrera de escritor, y finalmente llegó a ser el redactor jefe de Reader's Digest.

### RevistaPlayboy
Alex Haley publicó la primera entrevista para la revista Playboy. El entrevistado fue la leyenda del jazz Miles Davis y esta apareció en la publicación de septiembre del año 1962. En la entrevista, Davis habló ingenuamente sobre sus ideas y percepciones acerca del racismo, y fue esa entrevista la que asentó una de las características más significativas de la revista. La entrevista con Martin Luther King fue la más larga que este concedió a una publicación. Durante la década de los 60, Haley fue el responsable de algunas de las entrevistas más sorprendentes de la revista, como por ejemplo, la que le hizo al líder del Partido Nazi Americano, George Lincoln Rockwell. Este sólo accedió a ser entrevistado después de que Haley, en una conversación telefónica previa, le asegurara que no era judío. Haley se mantuvo relajado y profesional durante la entrevista, a pesar de que Rockwell colocó un revólver en la mesa y lo tuvo a mano en todo momento. Haley también entrevistó a Muhammad Ali, que habló acerca de cómo cambiar su nombre de Cassius Clay. Otros personajes a los que Haley entrevistó fueron Melvin Belli, el defensor de Jack Ruby, Sammy Davis, Jr., Jim Brown, Johnny Carson o Quincy Jones. Terminó una memoria de Malcolm X para Playboy unas semanas antes de que este fuera asesinado en febrero de 1965. El artículo fue publicado en el número de julio de 1965.

### La Biografía de Malcolm X
La biografía de Malcolm X, publicada en 1965, fue el primer libro de Alex Haley. Describe la trayectoria de Malcolm X desde que era un criminal callejero hasta ser el portavoz de la Nación del Islam y su posterior conversión al Sunismo. También da una idea general de la filosofía de Malcolm X sobre orgullo negro, nacionalismo negro y panafricanismo. Haley escribió un epílogo al libro que resume el final de la vida de Malcolm X, incluso su asesinato en el Audubon Ballroom de Nueva York.
Haley escribió La autobiografía de Malcolm X basándose en más de cincuenta entrevistas a fondo que mantuvo con el activista, entre 1963 y febrero de 1965, cuando fue asesinado. Los dos se conocieron en 1960 cuando Haley escribió un artículo sobre la Nación del Islam para Reader's Digest. Y se encontraron de nuevo cuando Haley entrevistó a Malcolm X para Playboy.
Las primeras entrevistas para la autobiografía frustraron a Haley. En lugar de hablar de su propia vida, Malcolm X habló de Elijah Muhammad, líder de la Nación del Islam. La mención de Haley de que el libro se suponía iba a tratar sobre Malcolm X, no sobre Muhammad o la Nación del Islam, enfandó al activista. Después de varios encuentros, Haley le pidió a Malcolm X que le contara algo sobre su madre. Esta pregunta inicia el proceso de descripción de Malcolm X de la historia de su propia vida.
La autobiografía de Malcolm X ha sido un best-seller constante desde su publicación en 1965. The New York Times informó que se habían vendido más de seis millones de copias del libro hasta 1977. En 1998, la revista Time catalogó La autobiografía de Malcolm X entre uno de los diez libros de no ficción más influyentes del siglo XX.

### Super Fly T.N.T.
En 1973, Haley coescribió su único guion, Super Fly T.N.T.. La película fue protagonizada y dirigida por Ron O'Neal.

### Raíces
En 1976, Haley publicó Raíces: la saga de una familia estadounidense, una novela basada en la historia de su familia, empezando por la historia de Kunta Kinte, que habría sido secuestrado en Gambia en 1767 y transportado a la provincia de Maryland para ser vendido como esclavo. Haley dijo ser un descendiente de séptima generación de Kunta Kinte y el trabajo de Haley en la novela le llevó diez años de investigación, un viaje intercontinental y la escritura. Fue a la aldea de Juffure, donde Kunta Kinte creció y que todavía está en existencia, y escuchó a un historiador tribal contar la historia de la captura de Kinte. Haley también rastreó los registros del buque, el Señor Ligonier, que dijo que llevaba su antepasado a los Estados Unidos.
Haley ha declarado que el momento más emocionante de su vida se produjo el 29 de septiembre de 1967, cuando él estaba en el sitio de Annapolis, Maryland, donde su antepasado había llegado de África encadenado hacía exactamente 200 años.
Raíces fue finalmente publicada en 37 idiomas, y Haley ganó un premio especial por el trabajo en 1977 de la Junta del Pulitzer. Raíces también fue adaptada en una miniserie de televisión ese año. La serie alcanzó un récord de 130 millones de espectadores. Raíces hizo hincapié en mostrar que los afroamericanos tienen una larga historia y que no todo en su historia está necesariamente perdido como muchos creían. Su popularidad despertó un mayor interés público en la genealogía también.
En 1979, ABC transmitió la miniserie siguiente Raíces: las próximas generaciones, que continuó la historia de los descendientes de Kunta Kinte, concluyendo con la llegada de Haley a Juffure. Haley fue interpretado (en distintas edades) por el futuro actor de telenovela Kristoff St. John, actor en The Jeffersons con Damon Evans y el ganador del Premio Tony, James Earl Jones.
Haley fue brevemente un "escritor en residencia" en el Hamilton College de Clinton, Nueva York, donde comenzó a trabajar en Raíces. Muchos de los lugareños recuerdan con cariño a Haley.[cita requerida] Le gustaba pasar tiempo en un restaurante local llamado "The Savoy" en Roma, Nueva York, donde a veces se pasaba el tiempo escuchando al pianista. Hoy en día, hay una mesa especial en honor a Haley con una pintura de Alex escribiendo "Raíces" en un bloc amarillo.
Genealogistas han puesto en disputa la investigación de Haley y sus conclusiones. Además, Harold Courlander, en 1978, presentó una demanda en el Tribunal de Distrito de los EE. UU. para el Distrito Sur de Nueva York, alegando que Alex Haley, el autor de Raíces, había copiado 81 pasajes de su novela.
El memorando de Courlander, previo al juicio en la demanda de infracción de derecho de autor declaró: "El demandado Haley tuvo acceso a copiar y de forma sustancial a El Africano. Sin El Africano, Raíces habría sido una novela muy diferente y menos exitosa, y de hecho es dudoso que el Sr. Haley pudiera haber escrito Raíces sin El Africano.... El Sr. Haley copió el idioma, pensamientos, actitudes, hechos, situaciones, trama y los personajes."
En su peritaje presentado a la Corte Federal, el profesor de inglés, Michael Wood, de la Universidad de Columbia, declaró: "La evidencia de la copia de El Africano, tanto en la novela como en la dramatización de televisión de Raíces es clara e irrefutable. La copia es importante y extensa.... Raíces... sencillamente utiliza El Africano como un modelo: como algo que va a ser copiado en algunos momentos y en otras ocasiones va a modificarse, pero siempre aparece al ser consultado.... Raíces toma frases de El Africano, situaciones, ideas, aspectos de estilo y trama. Raíces encuentra en El Africano elementos esenciales para su representación de cosas como los pensamientos de fuga de un esclavo, la psicología de un antiguo esclavo, los hábitos de la mente del héroe y todo el sentido de la vida en un infame barco de esclavos. Este tipo de cosas son la vida de la novela; y cuando aparecen en Raíces, es la vida de alguien de otra novela".
Después de un juicio de cinco semanas en la Corte federal de distrito, Courlander y Haley resolvieron el caso con un acuerdo financiero y una declaración que "Alex Haley reconoce y lamenta que diversos materiales de El Africano de Harold Courlander encontraron su camino en su libro Raíces".
Durante el juicio, el juez de Distrito de los EE. UU., Robert J. Ward declaró, "La copia está y punto". En una entrevista posterior con la televisión de la BBC, el juez Ward declaró, "Alex Haley le ha perpetrado un engaño al público."
Durante el juicio, Alex Haley siempre mantuvo que no había leído El Africano antes de escribir Raíces. Sin embargo, poco después del juicio, un profesor de estudios menores en Skidmore College, Joseph Bruchac III, se adelantó y testificó en una declaración jurada, que había discutido sobre El Africano con Haley en 1970 o 1971 y, de hecho, le dio su propia copia personal de El Africano al Sr. Haley. Este evento se llevó a cabo un buen número de años antes de la publicación de Raíces.

## Últimos años

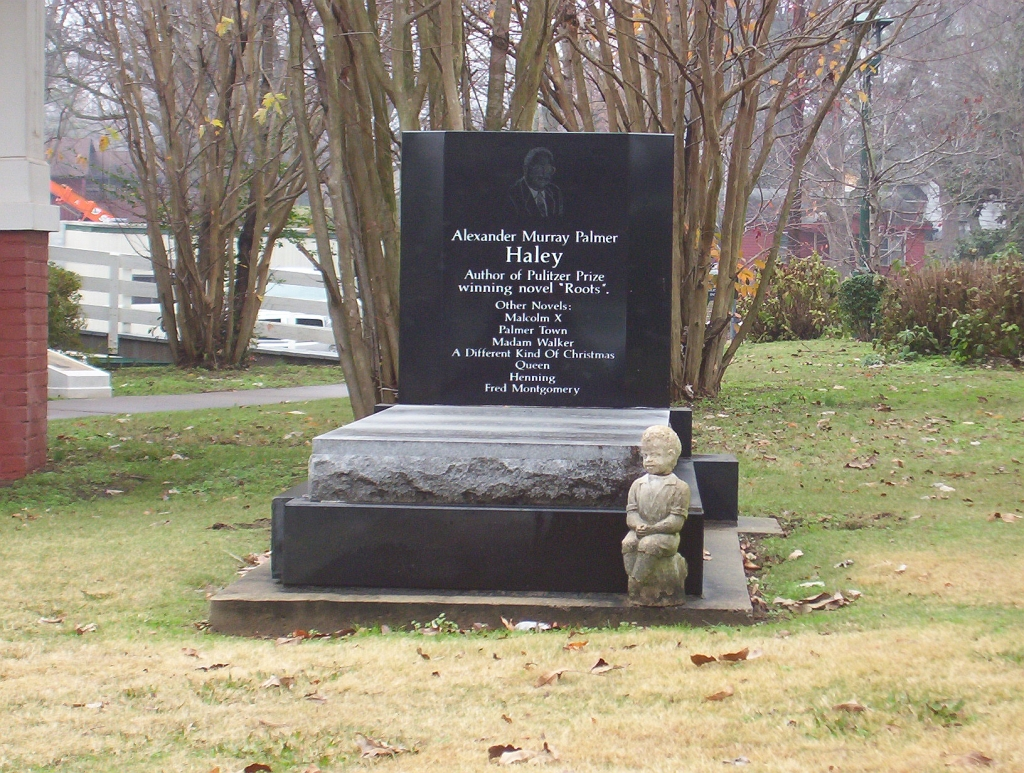
La tumba de Alex Haley al lado del hogar de su niñez en Henning, Tennessee (2010).

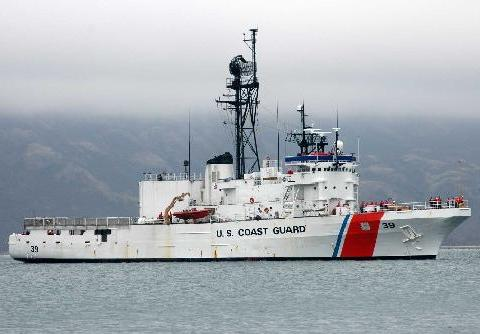
USCGC Alex Haley (WMEC-39).

A finales de los 70, Haley comenzó a trabajar en una segunda novela histórica basada en otra rama de su familia, trazada a partir de su abuela Queen: la hija de una esclava negra y su amo blanco. Haley murió en Seattle, Washington de un ataque cardíaco sin haber concluido el relato, y fue enterrado al lado del hogar de su niñez en Henning, Tennessee. A petición suya fue finalizado por David Stevens y publicado como Alex Haley's Queen; posteriormente se convirtió en película en 1993.
En sus últimos años, Haley había adquirido una pequeña granja en Norris, Tennessee, colindante con el Museum of Appalachia, con la intención de transformarla en su hogar. Después de su muerte, la propiedad fue vendida a Children's Defense Fund (CDF), que la denominó "La granja de Alex Haley" y la utiliza como un centro nacional de formación y retiro. Un granero abandonado en la propiedad de la granja fue reconstruido como un granero voladizo tradicional, empleando un diseño de la arquitecta Maya Lin. El edificio sirve como biblioteca para el CDF.
La galería principal de la Guardia Costera de Estados Unidos, el Training Center Petaluma en Petaluma, CA, fue nombrada "Haley Hall" en su honor.
En 1999, la Guardia Costera de Estados Unidos honró a Haley bautizando un buque como Alex Haley.
Haley también fue galardonado con un título póstumo con la Medalla por Servicio en Corea por el gobierno de Corea del Sur, diez años después de su muerte. Esta medalla, creada en 1951, no estaba autorizada para el uso por personal de las Fuerzas Armadas de los EE. UU. hasta 1999.

## Plagios y otras críticas
Haley pasó diez años investigando su herencia para su novela histórica, Raíces, que en 1977 fue adaptada a una miniserie de televisión y le valió un Premio Pulitzer y una medalla Spingarn para el libro. Un año más tarde, su reputación se vio empañada por una acusación de plagio. En 1978, el autor Harold Courlander acusó en la corte federal que Haley, el autor de Raíces, había copiado 81 pasajes de su novela. Después de un juicio de cinco semanas en el Tribunal federal de distrito, Courlander y Haley resolvieron el caso, llegando a un acuerdo financiero con Haley de 650.000 dólares. Haley negó el plagio pero admitió que algunos pasajes de su libro aparentemente procedían de la novela de Courlander El Africano. Publicó una declaración que decía: "Alex Haley reconoce y lamenta que diversos materiales de El Africano de Harold Courlander encontraron su camino en su libro Raíces".
Además, la exactitud de los aspectos de Raíces que Haley dijo ser cierto también han sido cuestionados. Aunque Haley reconoció que la novela fue principalmente una obra de ficción, alegó que él había identificado a su antepasado real en la persona de Kunta Kinte, un africano de la aldea de Jufureh en lo que ahora es Gambia. Según Haley, Kunta Kinte fue vendido como esclavo, donde se le dio el nombre de Toby, y, mientras que sirvió a un amo llamado John Waller, tuvo una hija llamada Kizzy, que sería madre del tatarabuelo de Haley. Haley también afirmó haber identificado el barco de esclavos específico y el viaje real en el que Kunta Kinte fue trasladado desde África hasta América del Norte en 1767.

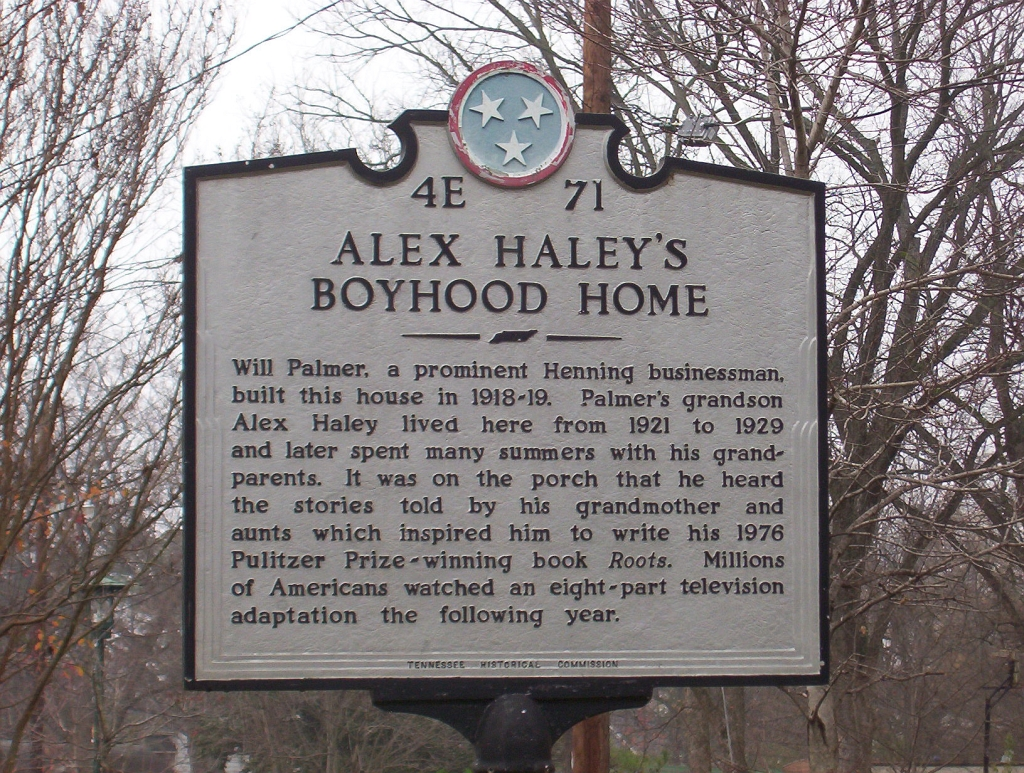
Marcador histórico frente al hogar de infancia de Alex Haley en Henning, Tennessee (2007)

Sin embargo, la genealogista Elizabeth Shown Mills y el historiador Gary B. Mills revisaron la investigación de Haley y concluyeron que las alegaciones de Haley eran falsas. De acuerdo con los Mills, el esclavo llamado Toby que era propiedad de John Waller podía ser definitivamente demostrado que estuvo en América del Norte antes de 1762. Además, dijeron que Toby murió años antes a la supuesta fecha de nacimiento de Kizzy. También ha habido sugerencias de que Kebba Kanji Fofana, el griot aficionado en Jufureh, que durante la visita de Haley, confirmó el relato de la desaparición de Kunta Kinte, había sido entrenado para relatar esa historia.
Hasta la fecha, el trabajo de Haley sigue siendo de notable exclusión para la Norton Anthology of African American Literature, a pesar de la condición de Haley de ser el autor afroamericano más vendido de la historia. El profesor de la Universidad de Harvard el Dr. Henry Louis Gates, Jr., uno de los editores generales de anthology, ha negado que las controversias que rodean a obras de Haley son la razón de esta exclusión. Sin embargo, el Dr. Gates ha reconocido las dudas en torno a Haley y las afirmaciones acerca de Raíces, diciendo: "La mayoría de nosotros sentimos que es muy poco probable que Alex haya encontrado realmente la aldea de donde sus antepasados surgieron. Raíces es una obra de la imaginación en vez de investigación histórica estricta."

## Grabaciones
- Alex Haley Tells the Story of His Search for Roots (1977) - La grabación de 2-LP de una conferencia de dos horas que Haley dio en la Universidad de Pensilvania. Publicado por Warner Bros. Records (2BS 3036).